# دختری با سوزن
دختری با سوزن (دانمارکی: Pigen med nålen) یک فیلم وحشت روان‌شناختی تاریخی محصول سال ۲۰۲۴ به کارگردانی مگنوس وان هورن و نویسندگی وان هورن و لاین لانگبک است. این فیلم بر اساس داستان واقعی قاتل زنجیره‌ای زن دانمارکی یعنی داگمار اُوِربای است که مادران بی‌بضاعت را فریب می‌دهد تا فرزندانشان را ناخواسته به‌عنوان فرزندخوانده تحت مراقبت او قرار دهند و سپس فرزندانشان را به قتل می‌رساند. او ابتدا در سال ۱۹۲۱ به اعدام محکوم شد، اما بعداً مجازاتش به حبس ابد تغییر پیدا کرد. اُوِربای پرکارترین قاتل زنجیره‌ای دانمارک است.
این فیلم برای بخش رقابتی نخل طلا هفتاد و هفتمین جشنواره فیلم کن انتخاب شد، جایی که در ۱۵ مه ۲۰۲۴ برای نخستین بار به نمایش درآمد و با استقبال منتقدان روبه‌رو شد. این فیلم به‌عنوان یکی از پنج فیلم بین‌المللی برتر سال ۲۰۲۴ از سوی هیئت ملی بازبینی برگزیده شد.